# 外围女
外圍女，指的是表面從事模特、演員等行業邊緣的工作者，在背地里却是通过这层身份职业，以性交易的方式牟取利益的年轻女性。她们是使用着模特、演員的职业身份，實質以性交易方式为主，在灰色产业下进行工作的女性群体。
這一詞彙早在2005年左右的时候出現，在2013年的海天盛筵事件发生后被曝光，业内圈内通称“商务模特”，俗名「髒模」。从事“外围”服务的女性通常相互为“彼此的介绍人”。她们在圈内有明确的身价，通过提供普通的服务内容和特殊的服务来谋取利益，如：服务项目包括陪吃、陪酒、陪睡、出席性派对、甚至陪吸毒等大尺度行为。当这些群体中的女性为了脱离这类灰色行业时，最终可能会选择被富人包养，或通过转行到娱乐界，在努力提高知名度后，成为正式歌手、演员等，以此脱离该群体。